# Язовских, Иван Семёнович
Ива́н Семёнович Язо́вских (в наградных документах — Язовский; 1 сентября 1923, Язовка, Екатеринбургская губерния — 14 декабря 1979, Свердловск) — участник Великой Отечественной войны, Герой Советского Союза (1944). С 1 января 1972 года майор милиции в отставке.

## Биография
Иван Семёнович Язовских родился 1 сентября 1923 года в крестьянской семье в деревне Язовка (Чубарова) Язовского сельсовета Вознесенской волости Шадринского уезда Екатеринбургской губернии, ныне деревня входит в  Далматовский муниципальный округ Курганской области. Русский.
После окончания Топорищевской семилетней школы (ныне в Шадринском муниципальном округе Курганской области) работал в колхозе.
В Рабоче-крестьянской Красной армии с 28 марта 1942 года, призван Ольховским РВК. Окончил полковую школу наводчиков противотанковых ружей. Был назначен командиром отделения. Воевал на Волховском и 2-м Украинском фронтах. Был тяжело ранен. За мужество и стойкость в поединках с вражескими танками бронебойщик наводчик ПТР Иван Язовских был награждён двумя медалями «За отвагу», дважды медалью «За боевые заслуги».
В марте 1943 года в бою под городом Черкассы Иван Язовских со своим ПТР в составе стрелкового отделения прикрывал от противника левый фланг роты. Полурота немцев при поддержке двух танков вышла на позиции отделения. С первого же выстрела из противотанкового ружья старший сержант Язовских подбил немецкий танк, следующим выстрелом — заклинил башню у второго танка. Пехота гитлеровцев с отчаянием ринулась на храбрецов, заметив, что их всего лишь около десятка. Завязался кровопролитный бой. В ходе боя Язовских дважды успел поймать гранаты, брошенные в его окоп наступающими гитлеровцами, и кинул их обратно в наседавших немцев. Подоспела помощь, и гитлеровцы были отброшены. Раненого комсомольца Язовских, только одного уцелевшего в этом бою, доставили в медсанбат.
Старший сержант Язовских отличился в боях в апреле 1944 года при освобождении Румынии: в районе населённого пункта Чужа Вода (рум. Cuza Vodă (Popricani), Iași) его бойцы участвовали в отражении 9 контратак противника, подбили несколько танков и бронетранспортёров, уничтожили десятки единиц живой силы противника. Язовских был ранен, но остался в строю.
Указом Президиума Верховного Совета СССР от 13 сентября 1944 года за образцовое выполнение заданий командования и проявленные мужество и героизм в боях с немецко-фашистскими захватчиками командиру отделения роты ПТР 350-го отдельного истребительно-противотанкового дивизиона 294-й стрелковой дивизии 52-й армии 2-го Украинского фронта старшему сержанту Язовских Ивану Семёновичу присвоено звание Героя Советского Союза с вручением ордена Ленина и медали «Золотая Звезда» (№ 4297).

### После войны
По окончании войны продолжил службу в подразделениях правительственной связи НКВД, МГБ, МВД. В октябре 1948 года демобилизован. Заочно окончил среднюю школу.
Комсомолец И. С.  Язовских был направлен Ольховским райкомом ВЛКСМ для работы в милицию, 4 февраля 1949 года направлен на очное обучение в Омскую школу начальствующего состава милиции МГБ СССР, которую окончил в 1951 году.
Член КПСС с 1952 года.
Проходил службу в должности инспектора отдела милицейской службы и оперуполномоченного отдела по борьбе с хищениями социалистической собственности УВД Свердловского облисполкома.
С 1 января 1972 года заместитель начальника учебного пункта УВД Свердловского облисполкома майор милиции И. С. Язовских уволен из органов внутренних дел в отставку по болезни. Жил в городе Свердловске.
Иван Семёнович Язовских умер 14 декабря 1979 года в городе Свердловске Свердловской области, ныне город Екатеринбург той же области. Похоронен на Широкореченском кладбище Верх-Исетского района города Екатеринбурга.

## Награды
- Герой Советского Союза, 13 сентября 1944 года[6][7][8][9]
  - Орден Ленина № 34110
  - Медаль «Золотая Звезда» № 4297
- Орден Славы III степени, 16 декабря 1943 года[10];
- медали, в том числе:
  - Медаль «За отвагу», дважды: 25 октября 1943 года[11] и ?[1];
  - Медаль «За боевые заслуги», дважды[1].
  - Медаль «За взятие Будапешта»
  - Медаль «За безупречную службу» I степени
- Почётная грамота Министерства внутренних дел РСФСР, за образцовое выполнение служебных обязанностей и заслуги в борьбе с преступностью
- его имя было занесено в Юбилейную книгу МВД СССР, 1970 год.

## Память
- На доме в Екатеринбурге, где жил Герой (ул. Гагарина, 27), 29 апреля 2015 года установлена мемориальная доска[1][12].
- В МКОУ «Параткульская основная общеобразовательная школа»" (Параткульский сельсовет Далматовского района) в 2015 году установлена мемориальная доска[13].
- 1 мая 2015 года по инициативе редакции районной газеты «Далматовский вестник» на Аллее Героев (заложена 9 мая 1984 года) в городском парке города Далматово были посажены березки. У каждой березки установлена табличка-обелиск с именем Героя. Среди них И. С. Язовских[14].
- В 2019—2020 годах по инициативе депутата Курганской областной Думы Федора Ярославцева на Аллее Героев в городском парке города Далматово установлены 14 бюстов Героев. Бюсты героев были вылеплены из глины шадринским скульптором Александром Сергеевичем Галяминских. А отлиты на средства спонсоров — предпринимателей и организаций района. Среди них бюст И. С. Язовских. Открытие было приурочено к 75-летию Победы 9 мая 2020 года[15].

## Семья
Жена — Клавдия Никифоровна (3 февраля 1928 — 23 июня 1992); сын.